# Thurzó Imre
Betlenfalvi Thurzó Imre (Nagybiccse, 1598. szeptember 11. – Nikolsburg, 1621. október 19.) árvai főispán, királyi táblabíró.

## Élete
Thurzó György és Czobor Erzsébet fia. Előbb Biccsén, majd 1615-től a Wittenbergi Egyetemen tanult. Még ugyanezen évben tiszteletbeli rektor lett, tanulmányait azonban a következő évben, apja betegsége miatt megszakította. Apja halála után átvette a birtokaik igazgatását. Az uradalmak jövedelmének elosztásáról anyja döntött.
Apja 1608-1616 között nádor volt. 1618-tól árvai főispán.
1618-ban feleségül vette Nyáry Krisztinát, bodrogi Nyáry Pál kapitány lányát. Két lányuk született: Erzsébet (1621) és Krisztina (1622).
1620-ban a pozsonyi országgyűlésen királyi táblabíróvá választották.[forrás?] 1620-ban titkos szövetségre lépett Illésházy Gáspárral, Rákóczi Györggyel és Szécsi Györggyel Bethlen Gábor támogatására. Ő írta alá a prágai egyezményt az V. Frigyes pfalzi választófejedelemmel való szövetségről. A besztercebányai országgyűlésen támogatta Bethlen királlyá választását. Nagyszombatban találkozott XIII. Lajos francia király bécsi követével.
1621-ben a nikolsburgi béketárgyalások egyik vezetője, melyek során hirtelen elhunyt. Halálával kihalt a biccsei-árvai Thurzó ág. 1622. január 16-án az árvai várban helyezték örök nyugalomra.

## Művei
- Horae primae Exercitationum Oratorium ... Wittenbergae 1615 a Rectoratus Academicus, id est, Orationes, Quas ... Rector hactenus Academiae Wittenbergiensis ec officii causa publice habuit. Wittenbergse 1616.
- Iter Wittenbergense ... a Anno 1618. Memorabilia ex Diario Com. Emerici Thurzo. (kéziratban)
- In silentio et spe (napló)